# Toma de Morelia (1863)
La Toma de Morelia de 1863 tuvo lugar el 30 de noviembre de 1863 durante la Segunda Intervención Francesa en México por los generales Berthier y Márquez en contra de las fuerzas republicanas de José López Uraga. 